# Torre TI
| TI ist das Kürzel für den Kanton Tessin in der Schweiz. Es wird verwendet, um Verwechslungen mit anderen Einträgen des Namens Torre zu vermeiden. |

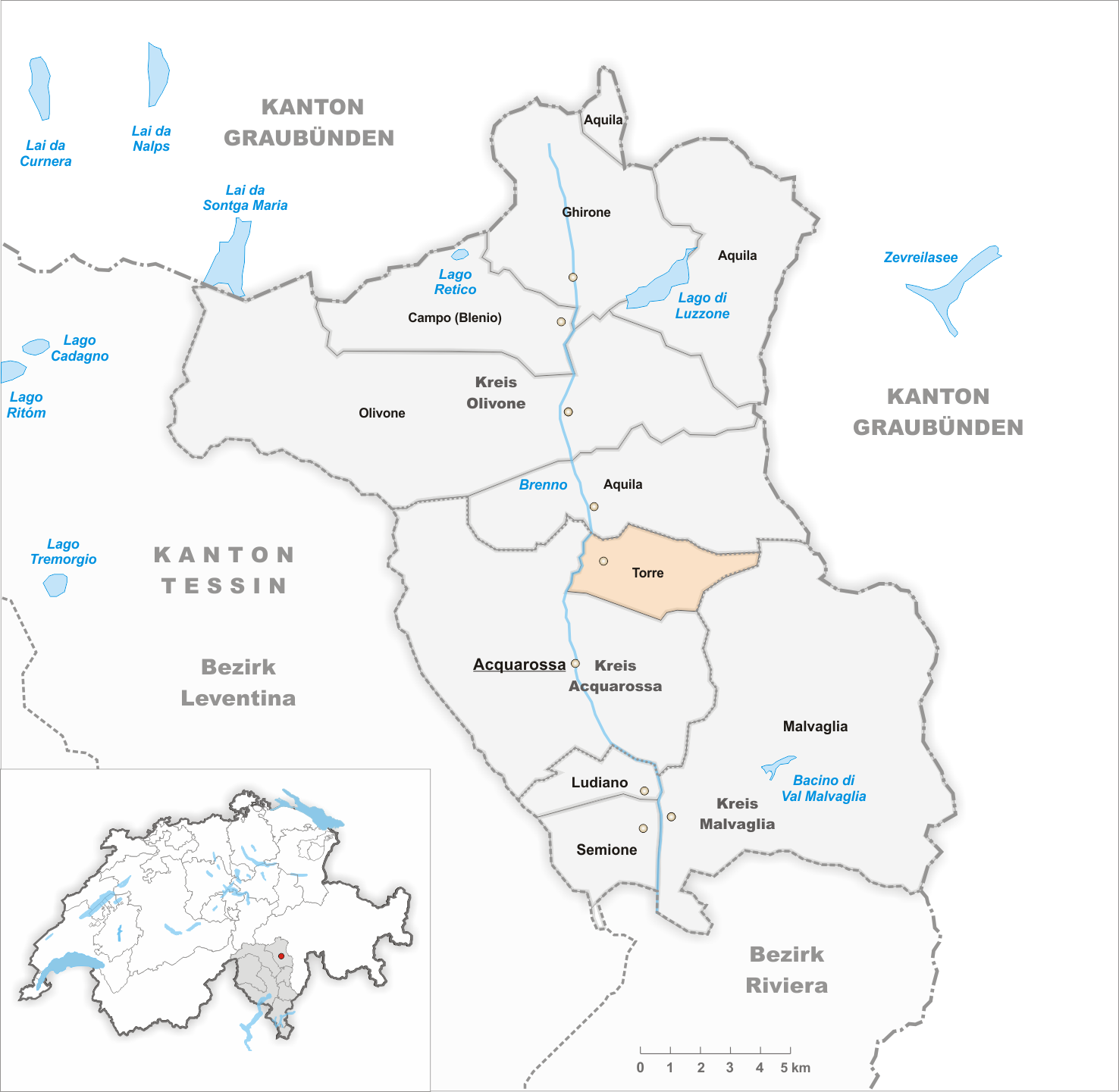
Gemeindestand vor der Fusion am 22. Oktober 2006

Torre ist ein Dorf im Bleniotal und war eine selbständige politische Gemeinde im Kreis Olivone, im Bezirk Blenio des Kantons Tessin in der Schweiz. Am 22. Oktober 2006 wurde sie mit Aquila, Campo (Blenio), Ghirone und Olivone zur neuen Gemeinde Blenio fusioniert.

## Geographie
Torre liegt im oberen Valle di Blenio, östlich des Flusses Brenno, 14 Kilometer Luftlinie nördlich von Biasca. Vom Flussufer ist die Siedlung durch eine im Talgrund liegende Anhöhe getrennt. Zur ehemaligen Gemeinde gehörten neben dem Haufendorf Torre (760 m ü. M.) und der nördlich davon anschliessenden Siedlung San Salvatore auch der Weiler Grumo (660 m) und ein Teil von Dangio (801 m ü. M.). Zwischen Torre und Dangio verläuft die Schlucht des Gebirgsbaches Riale Soia aus dem Val Soia. Nachbargemeinden waren von Norden im Uhrzeigersinn Aquila, Malvaglia und Acquarossa.

## Geschichte
Der Schwur von Torre ist ein Eid auf Pergament, erhalten als Faksimile aus den Jahren 1225–1250. 1182 wird darin festgehalten, dass die Bevölkerung (gemeint sind die «freien Bauern») den Bau neuer Burgen und den Machtanspruch der Adligen nicht mehr gegen ihren Willen dulden würde und sich anschicken würde, die bestehenden Burgen zu zerstören. Der aus der Gegend von Como zugewanderten Familie da Torre und weiteren Podestaten (namentlich den da Giornico, da Contone, da Lodrino und da Gnosca) wird in der Erklärung die Entmachtung und ewige Vertreibung angedroht. Der Pakt war auf Veranlassung von Oberto de Terzago, dem Erzpriester und Abgesandten des Mailänder Doms, im Februar 1182 zustande gekommen und begründete eine Allianz zwischen den Bewohnern des Valle di Blenio, der Valle Leventina und dem Mailänder Domkapitel. Aus Sicht der Kirche mit dem Ziel, Forderungen nach Gemeindefreiheit der lokalen Kleindemokratien (vicinanze) gegen die Interessen des kaiserlich belehnten einheimischen Landadels auszuspielen, zumal die Kirche in den Tälern ihre eigenen feudalen Interessen verfolgte.
Die Vertreter des Kaisers Friedrich I. Barbarossa vor Ort, Guido und Artusio (Artuxius) da Torre, die beiden Söhne des Reichsvogts Alcherio da Torre, standen, nach der Niederlage des Kaisers gegen die Erste Lombardische Liga in der Schlacht von Legnano im Jahr 1176, in Torre auf verlorenem Posten, weigerten sich jedoch, ihre Burgen aufzugeben. Artusio verschanzte sich im Castello de Curterio, doch konnten er und seine Leute der Belagerung nicht standhalten. Die Burg wurde bis auf die Grundmauern geschleift. Fast ebenso radikal verfuhren die Talbewohner mit der Burg Serravalle bei Semione. Der Schwur von Torre hatte eine grosse symbolische Bedeutung für die später zeitweise äusserst erfolgreichen Versuche lokaler Selbstbestimmung im Bleniotal und in Biasca. Nachdem es der Talbevölkerung gelungen war, sich auf juristische und militärische Weise von der Herrschaft norditalienischer Adelsfamilien zu lösen, war das Bleniotal und somit auch die Bevölkerung von Torre ab 1495 mit einem Treueeid an die Schutzmacht Uri gebunden und unterstand von 1503 bis 1798 der gemeinsam ausgeübten Herrschaft der Kantone Uri, Schwyz und Nidwalden. Im Rahmen der die gesamte Schweiz betreffenden Umwälzungen nach der Französischen Revolution gelangte Torre in der Helvetischen Republik kurzzeitig unter die Verwaltung des Kantons Bellinzona und gehört heute zum 1803 neu gegründeten Kanton Tessin.
Grumo war eine selbständige politische Gemeinde im Kreis Olivone, im Bezirk Blenio. 1928 fusionierte Grumo, die damals bevölkerungsmässig kleinste Gemeinde des Kantons Tessin, zur Gemeinde Torre, die ihrerseits 2006 in der Gemeinde Blenio aufging. Die vom Kantonsparlament am 25. Januar 2005 beschlossene, ursprünglich per Frühjahr 2006 geplante Fusion der fünf Gemeinden des oberen Talabschnitts wurde durch eine Beschwerde der Gemeinde Aquila verzögert. Nachdem das Bundesgericht im April 2006 die Beschwerde abgewiesen hatte, war der Weg zur Fusion frei. Torre bildet aber nach wie vor die eigenständige Bürgergemeinde Patriziato Generale di Aquila, Torre, Lottigna.

## Sehenswürdigkeiten
- Pfarrkirche Santo Stefano von 1732 im Ortsteil «Tor vec»[5]
- Villa Lina (Villa Pagani) von 1897, mit Reitstall von 1904[6]
- Ruinenfundament des Castello de Curtero im Ortsteil Ingerio[5]
- Oratorio di San Salvatore auf dem Ruinenfundament[6]
- Oratorio di Ingerio aus dem 18. Jahrhundert[7]
- Oberhalb des Dorfes: Reste eines «Heidenhauses» (Case dei Pagani) in Form einer Höhlenburg[5]
- Schalenstein (Zeichenstein) an der Grenze der ehemaligen Gemeinden Malvaglia und Aquila TI im Ortsteil Cadabi (2580 m ü. M.)[8]
- Zwischen Torre und Dangio: Fabbrica di Cioccolato Cima Norma[5]

## Bevölkerungsentwicklung
Einwohnerzahlen: Volkszählungsdaten
Von 1903 bis 1968 war in Dangio-Torre die Schokoladenfabrik Fabbrica di Cioccolato Cima Norma in Betrieb.

## Persönlichkeiten
- Adelsfamilie da Torre[11]

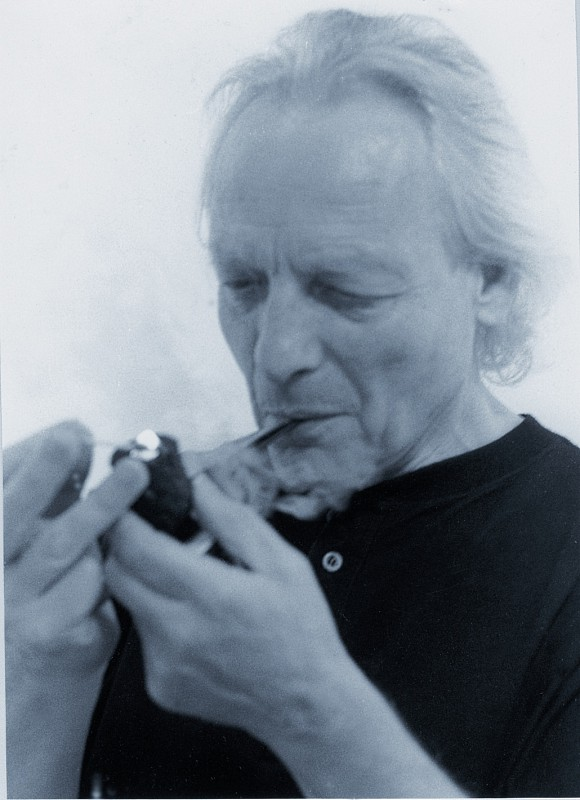
Flavio Paolucci, Schweizer Objektkünstler

  - Alcherio da Torre (* um 1130 in Torre; † vor 1204 ebenda), Vogt im Bleniotal unter Kaiser Friedrich I. Barbarossa[12]
  - Artusio da Torre (* um 1160 in Torre; † nach 1204 ebenda), Vogt im Bleniotal unter Heinrich VI. (HRR)[13]
  - Guido da Torre (* um 1165 in Torre; † nach 1228 ebenda), Vogt im Bleniotal unter Kaiser Heinrich VI. (HRR)[14]
  - Reinher da Torre (* um 1167 in Torre; † 9. November 1209 in Chur), Sohn des Alcherio, Bruder des Guido, er war vermutlich ab 1194 Bischof von Chur[15]

- Enrico Orelli (* um 1190 in Locarno, erstmals erwähnt 1213; † um 1239 in Torre), Schwager von Guido da Torre, Kastvogt und Rektor von Blenio[16]
- Maestro Martino de' Rossi (* vor 1430; † Ende 15. Jahrhundert), Koch und Kochbuchautor
- Ambrogio d’Appiano (* um 1700; † nach 1745), Glockengiesser, goss die Hauptglocke der Pfarrkirche[17]
- Giuseppe Pagani (* 28. April 1859 in Torre; † 21. Dezember 1939 ebenda), Hotelier in London, Unternehmer, übernahm die Schokoladenfabrik Chocolat Cima-Norma SA, Gemeindepräsident von Torre[18]
- Flavio Paolucci (* 1934), Maler, Bildhauer, Objekt- und Installationskünstler

## Bilder

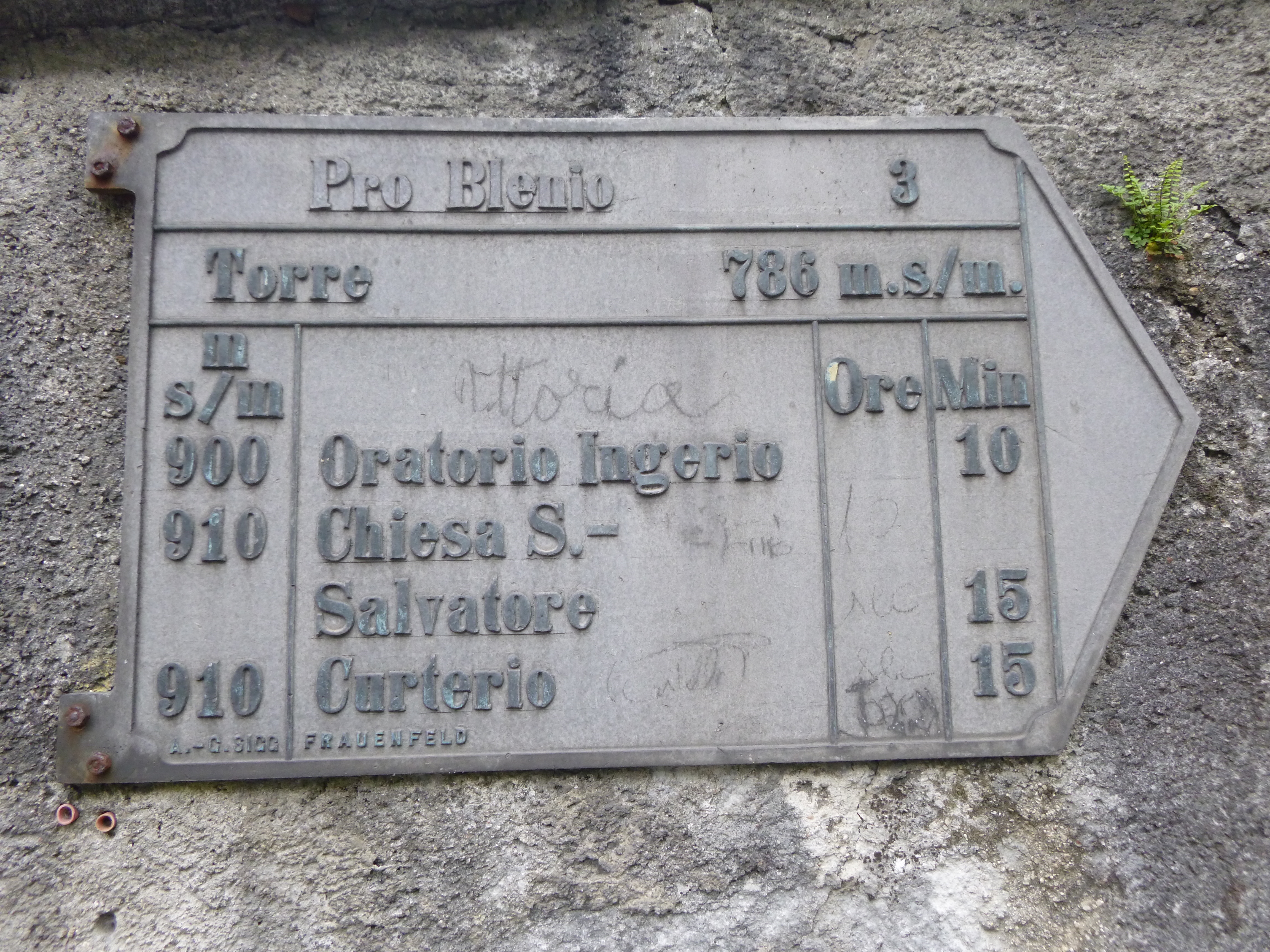
Ein historischer Wegweiser des Vereins Pro Blenio, gegossen bei der Firma Sigg in Frauenfeld
Torre und Dangio, historisches Luftbild von Werner Friedli (1953)
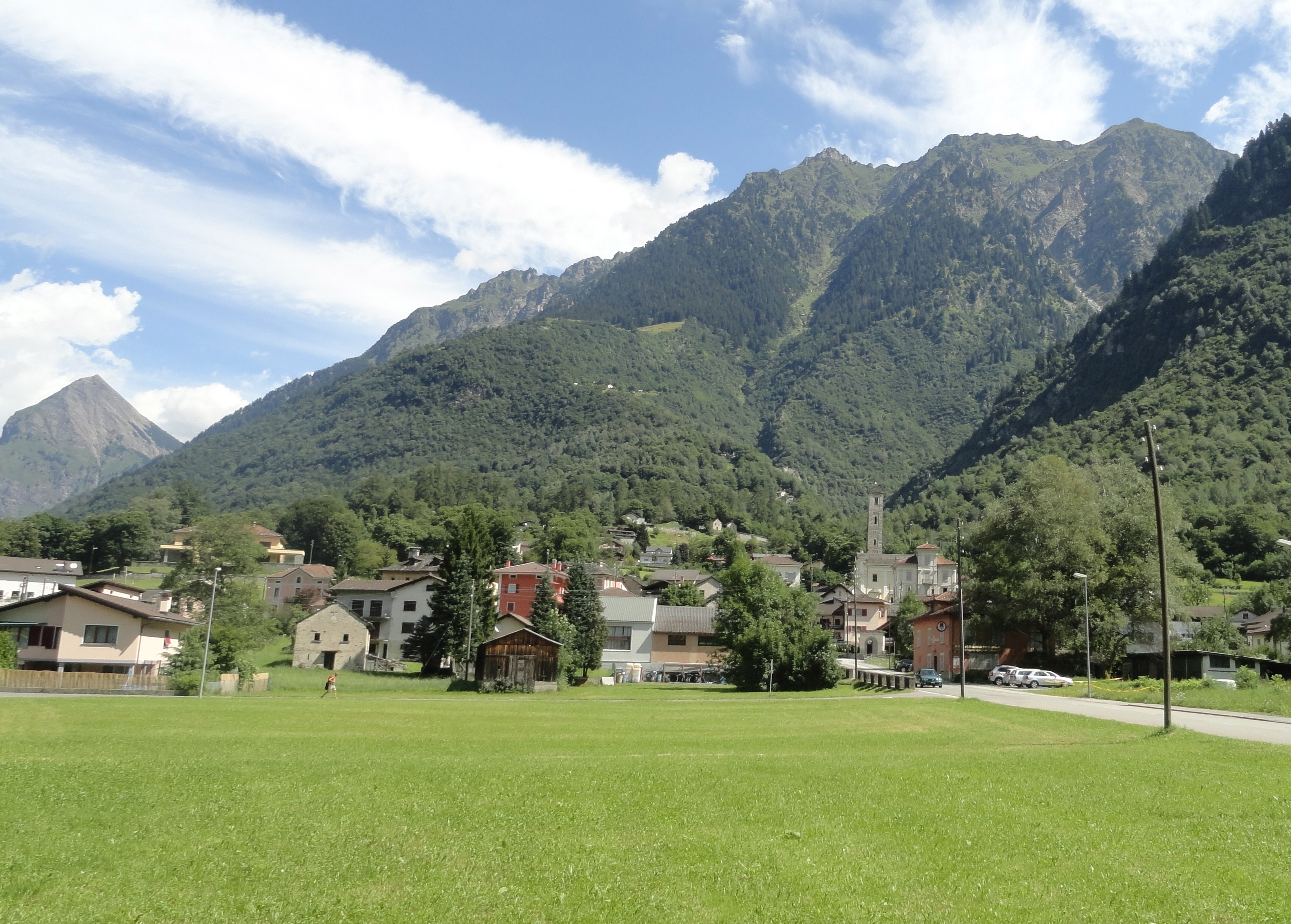
Dorf Torre mit den Berg Sosto im Hintergrund
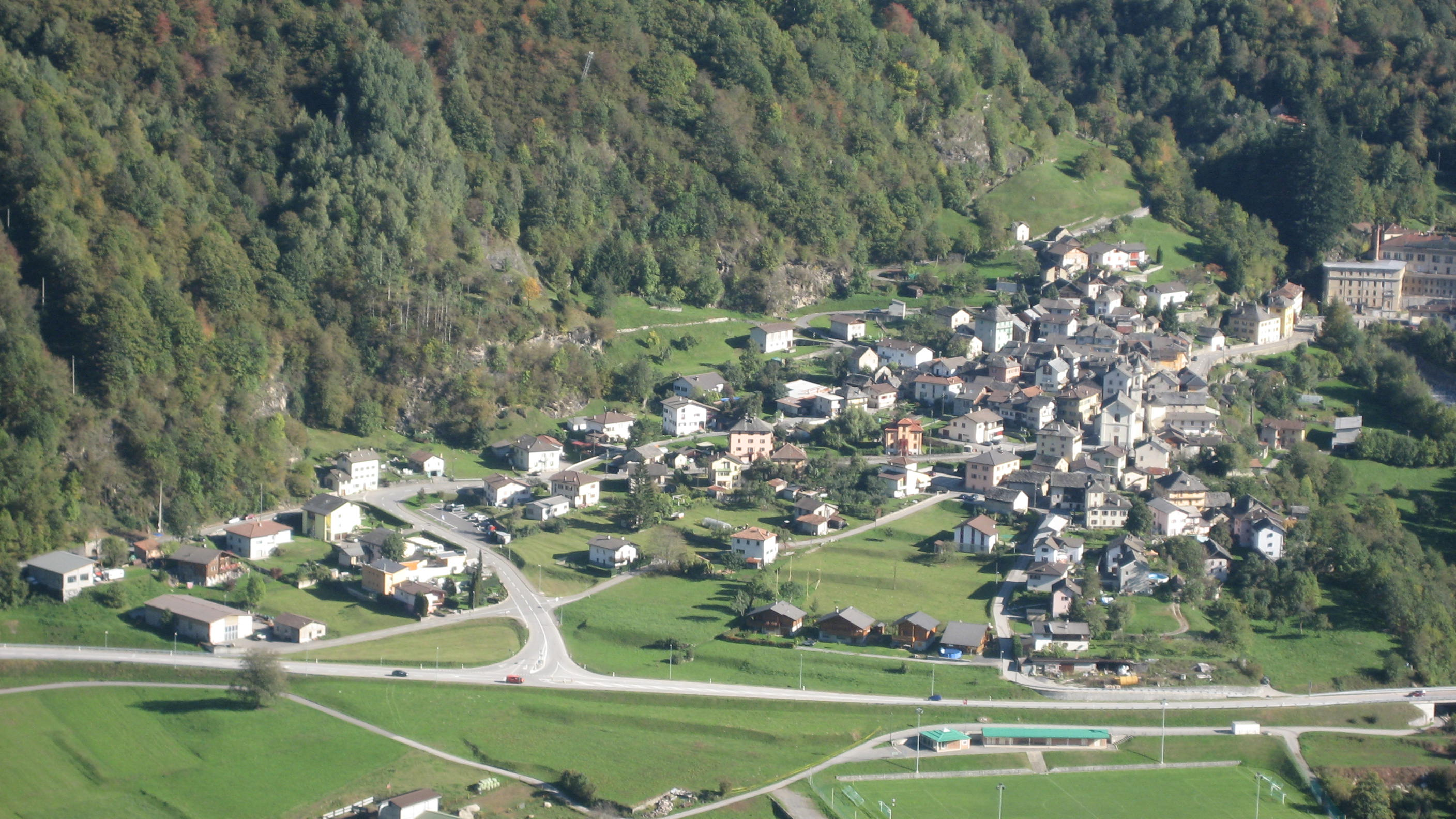
Fraktion Dangio
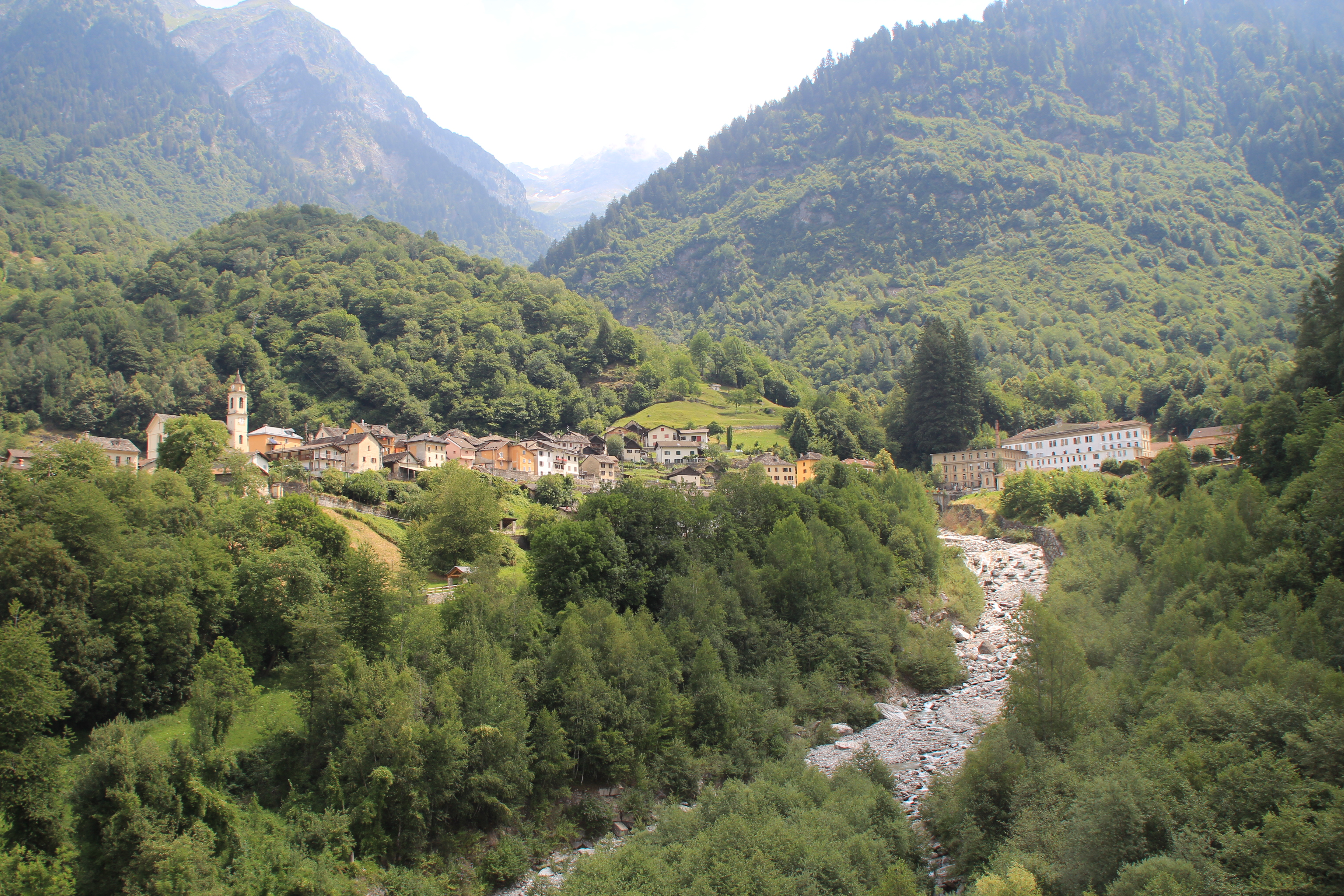
Dangio
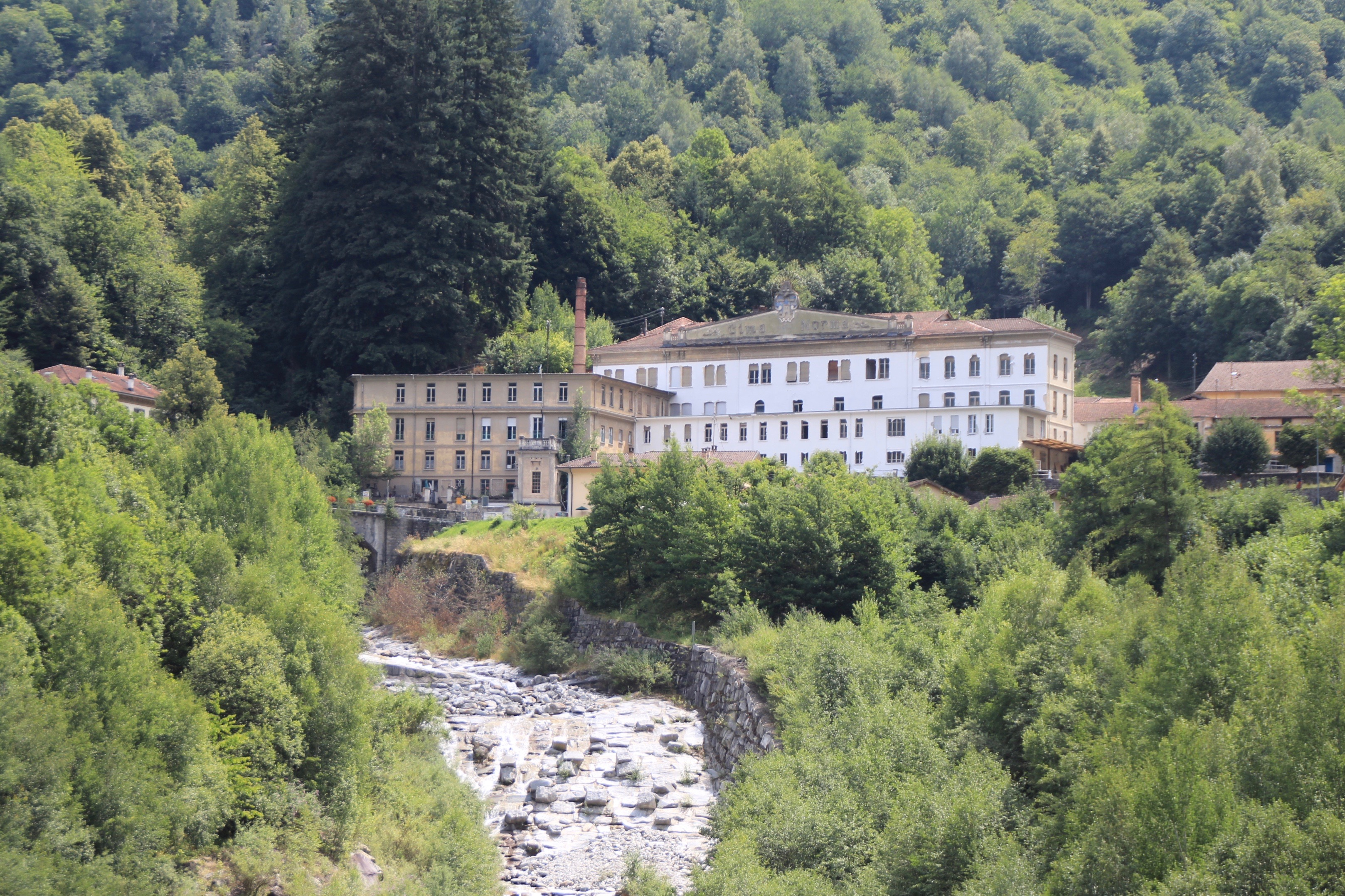
Ehemalige Schokoladefabrik Cima-Norma
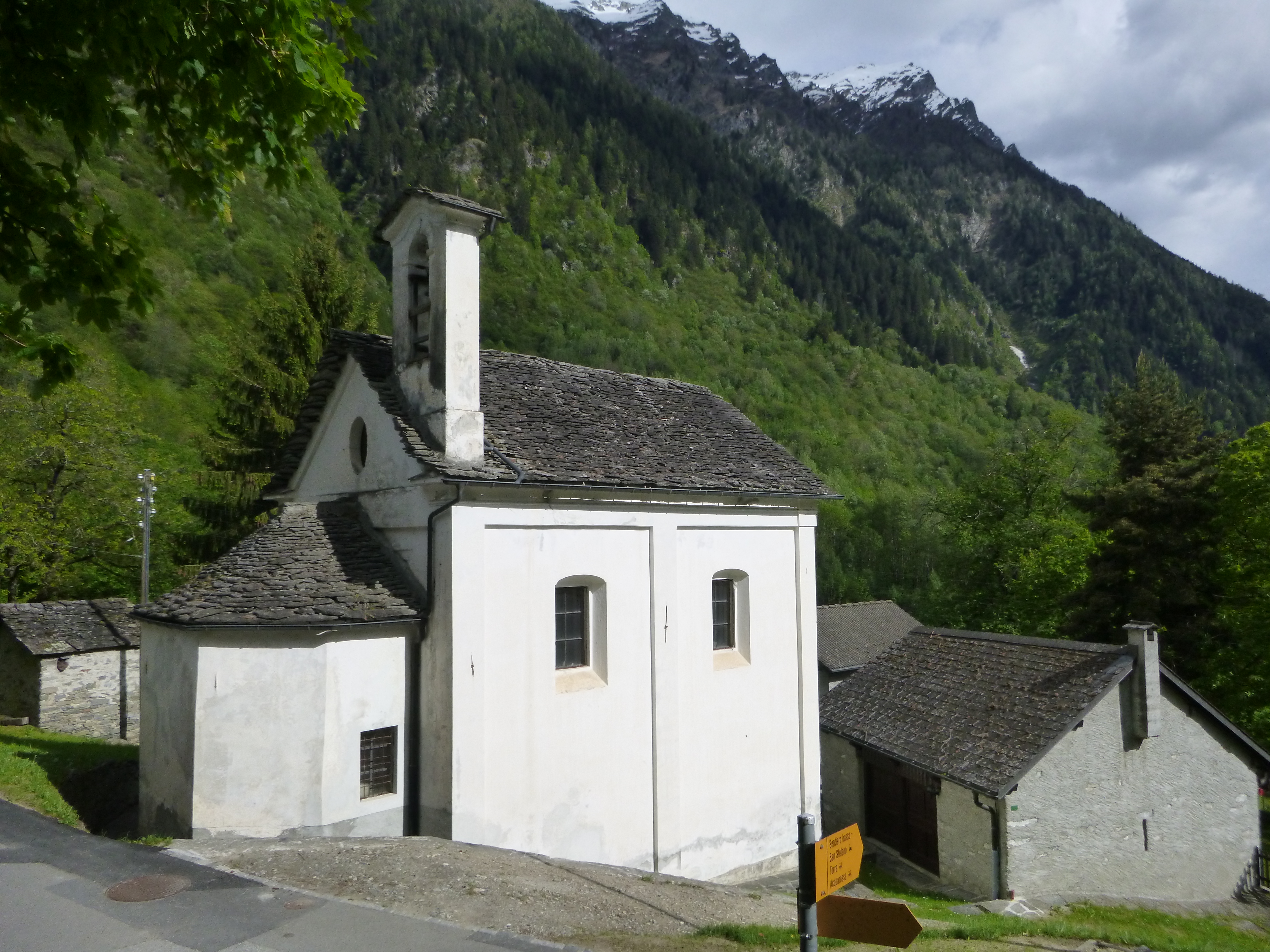
Kirche von Ingerio